# Výbuch restaurace v Mostě
K výbuchu v restauraci U Kojota v Mostě na ulici Františka Halase došlo v sobotu 11. ledna 2025 po 23.00 a vyžádal si 7 lidských životů a 7 zraněných, z toho 5 těžce. Nehodu pravděpodobně zapříčinil převržený plynový ohřívač na terase restaurace, což vedlo k explozi propanbutanové lahve a následnému požáru. Na místě zasahovalo celkem 90 hasičů z 19 jednotek, kteří plameny zvládli krátce po 01.00.
Podle policie došlo nešťastnou náhodou k převržení plynového topidla, což vedlo k úniku plynu, vzniku požáru a jeho velmi rychlému rozšíření. Plameny dosáhly výšky až tří metrů a zasáhly i fasádu sousedního domu. V průběhu zásahu explodovalo několik dalších propanbutanových lahví. Policie začala vyšetřovat událost jako obecné ohrožení z nedbalosti.
Hasiči dorazili na místo do šesti minut a evakuovali přibližně 20 lidí z restaurace a dalších 10 obyvatel sousedního domu. Dřevěná terasa restaurace, která byla staticky narušena, musela být následně stržena. Záchranáři transportovali 6 těžce zraněných pacientů do specializovaných nemocnic, přičemž tři z nich byli druhý den večer v kritickém stavu. Jedna žena s popáleninami na 90 % těla zemřela ve fakultní nemocnici Královské Vinohrady v noci na středu 15. ledna.
Policie povolala speciální DVI tým (Disaster Victim Identification) ke zjištění totožnosti obětí. Tento tým, složený z antropologů, genetiků a dalších odborníků, byl nasazen již při podobných tragédiích, jako byl požár panelového domu v Bohumíně v roce 2020.
Ministr vnitra Vít Rakušan, který ráno dorazil na místo, označil událost za devastující. Ústecký hejtman Richard Brabec oznámil, že kraj provede kontroly plynových ohřívačů na veřejných zahrádkách, aby se podobné tragédie neopakovaly. Město Most a Ústecký kraj zároveň připravují finanční pomoc pro pozůstalé.
Křižovatka ulic Františka Halase a Zdeňka Fibicha zůstala po celý den uzavřená. Na místě probíhalo vyšetřování kriminalistů, kteří pracovali s několika verzemi příčin požáru. Násilný čin nebo teroristický útok vyloučili.

## Vyšetřování
V polovině srpna 2025 policie oznámila, že v souvislosti s požárem obvinila dva lidi z obecného ohrožení z nedbalosti.